# Zickzack
Als Zickzack (Zick-Zack) wird eine geometrische Figur bezeichnet, die als eine in abwechselnd ein- und ausspringenden Winkeln geknickte Linie ausgeführt ist. Der Begriff ist Ende des 17. Jahrhunderts im Zusammenhang mit dem Festungsbau aus dem Französischen (zigzag, sicsac) ins Deutsche übernommen worden (siehe auch Zick-Zack-Graben) und wurde im Zuge der Berichterstattung der Belagerung von Landau 1713 durch Zeitungen popularisiert. Im Anschluss wurde die anfänglich enge Fachbedeutung aufgegeben und es wurde sukzessive zu einem allgemeinen Begriff.

## Beispiele zuZickzack
- Die Zickzack-Naht kann maschinell durch eine Nähmaschine produziert werden. Zickzack-Nähte zeichnen sich durch Dehnbarkeit aus, was beim Vernähen von Stoffen, die in unterschiedlichen Richtungen beansprucht werden, von Wichtigkeit ist (z. B. Ballonhüllen, Fallschirme, Segel). Siehe unter: Nähen
- Die Sägezahnwelle und die Dreieckswelle  beschreiben ein Zickzack-Muster.
- Zickzack beschreibt oft die Laufrichtung eines Textes innerhalb mehrerer Spalten oder Zeilen. Wichtig ist hierbei, dass am Ende der Zeile oder Spalte zum Anfang der nächsten Zeile bzw. Spalte gesprungen wird – im Gegensatz zur Laufrichtung „Schlange“, bei der die Fortsetzung am näherliegenden Anfang der nächsten Zeile bzw. Spalte stattfindet. Normale deutsche mehrspaltige Texte sind mit Zickzack formatiert. Die Schlangen-Laufrichtung findet eher bei der Anordnung von Ornamenten oder mehreren gleichberechtigten Textteilen Verwendung und ist somit insgesamt selten.